# Nowyj (rejon wołowski)
Nowyj (ros. Новый) – osiedle typu wiejskiego w zachodniej Rosji, w sielsowiecie wołowczińskim rejonu wołowskiego w obwodzie lipieckim.

## Geografia
Miejscowość położona jest nad rzeką Kszeń, 4,5 km od centrum administracyjnego sielsowietu wołowczińskiego (Wołowczik), 9,5 km od centrum administracyjnego rejonu (Wołowo), 142 km od stolicy obwodu (Lipieck).
W granicach miejscowości znajduje się ulica Szkolnaja (5 posesji).

## Demografia
W 2012 r. miejscowość liczyła sobie 10 mieszkańców.